# Whampoa-Militärakademie

Sun Yat-sen am 16. Juni 1924 während der Gründungsfeierlichkeiten in Whampoa (stehend von links: He Ying-qin, Chiang Kai-shek, Wang Bo-ling)

Die Armeeoffiziersakademie der Chinesischen Nationalpartei (chinesisch 中國國民黨陸軍軍官學校 / 中国国民党陆军军官学校, Pinyin Zhōngguó Guómíndǎng Lùjūn Jūnguān Xuéxiào, Jyutping Zung1gwok3 Gwok3man4dong2 Luk6gwan1 Gwan1gun1 Hok6haau6), gemeinhin bekannt als Whampoa-Militärakademie (黃埔軍校 / 黄埔军校,  Huángpŭ Jūnxiào, Jyutping Wong4bou3 Gwan1haau6), war eine Militärakademie in der Republik China, die führende Kommandeure hervorbrachte, von denen viele an den Kriegen im China des 20. Jahrhunderts teilnahmen, darunter die Nordexpedition, der Zweite Japanisch-Chinesische Krieg und der Chinesische Bürgerkrieg.
Die Militärakademie wurde am 16. Juni 1924 offiziell von der Kuomintang (KMT) eröffnet. Der erste Unterricht fand aber schon am 1. Mai 1924 statt. Die Eröffnungsfeier wurde auf der Insel Chengzhou abgehalten, die vor der Küste des Kantoner Stadtteils Huangpu (veraltend: Whampoa) liegt. Der erste Präsident der Republik China, Sun Yat-sen, hielt aus diesem Anlass eine Rede, bei der er u. a. den Text der neuen Nationalhymne der Republik China vorstellte.
Zu ihrem Leiter wurde Chiang Kai-shek bestellt, sowie, 1926, Zhou Enlai als Vorsitzender des politischen Ausschusses. 1927 nach dem Bruch zwischen der KMT und der KPCh (Massaker von Shanghai), standen sich beide in den miteinander verfeindeten Lagern an prominenten Stellen gegenüber.

## Gründung
Nach dem Tod von Yuan Shikai zersplitterte China in mehrere von lokalen Kriegsherren beherrschte Teilstaaten.
Sun Yat-sen versuchte 1917 und 1920, im heimatlichen Guangdong eine Basis für eine Nordexpedition zu schaffen, um China im Sinne der Drei Prinzipien des Volkes zu vereinigen. Allerdings konnten die von ihm errichteten Regierungsstrukturen kein ausreichendes militärisches Gegengewicht gegen die lokalen Kriegsherren aufbauen. Suns Aufrufe an die westlichen Mächte, ihn mit Geld und Waffen zu unterstützen, verhallten ungehört.
Es lag auf der Hand, ein Bündnis mit der ebenfalls jungen Sowjetunion einzugehen, die nach Erstem Weltkrieg und Russischem Bürgerkrieg noch schwach und international isoliert war. 1921, kam es in Guangxi zu einem Treffen Suns mit Henk Sneevliet (Pseudonym Maring), einem Vertreter der Komintern, der ein Bündnis anregte. Er schlug die Schaffung einer Militärakademie sowie das Training der Nationalrevolutionären Streitkräfte vor, was Suns Ideen entgegenkam und von ihm rückhaltlos befürwortet wurde.
Li Dazhao und Lin Boqu besprachen im Auftrag der KPCh mit Sun und seiner Partei, der KMT, die weiteren Schritte zur Schaffung dieser Akademie.
Der erste Nationalkongress der Kuomintang bestätigte 1924 die Allianz mit der Sowjetunion und der KPCh als richtungsweisend für die KMT. Dies führte schließlich zur Entscheidung, die geplante Militärakademie zu gründen. Ein Vorbereitungskomitee dafür wurde einberufen. Das für 1924 und 1925 zum Aufbau und Unterhalt nötige Geld wurde von der sowjetischen Seite bereitgestellt.

## Organisation, Training, Studenten

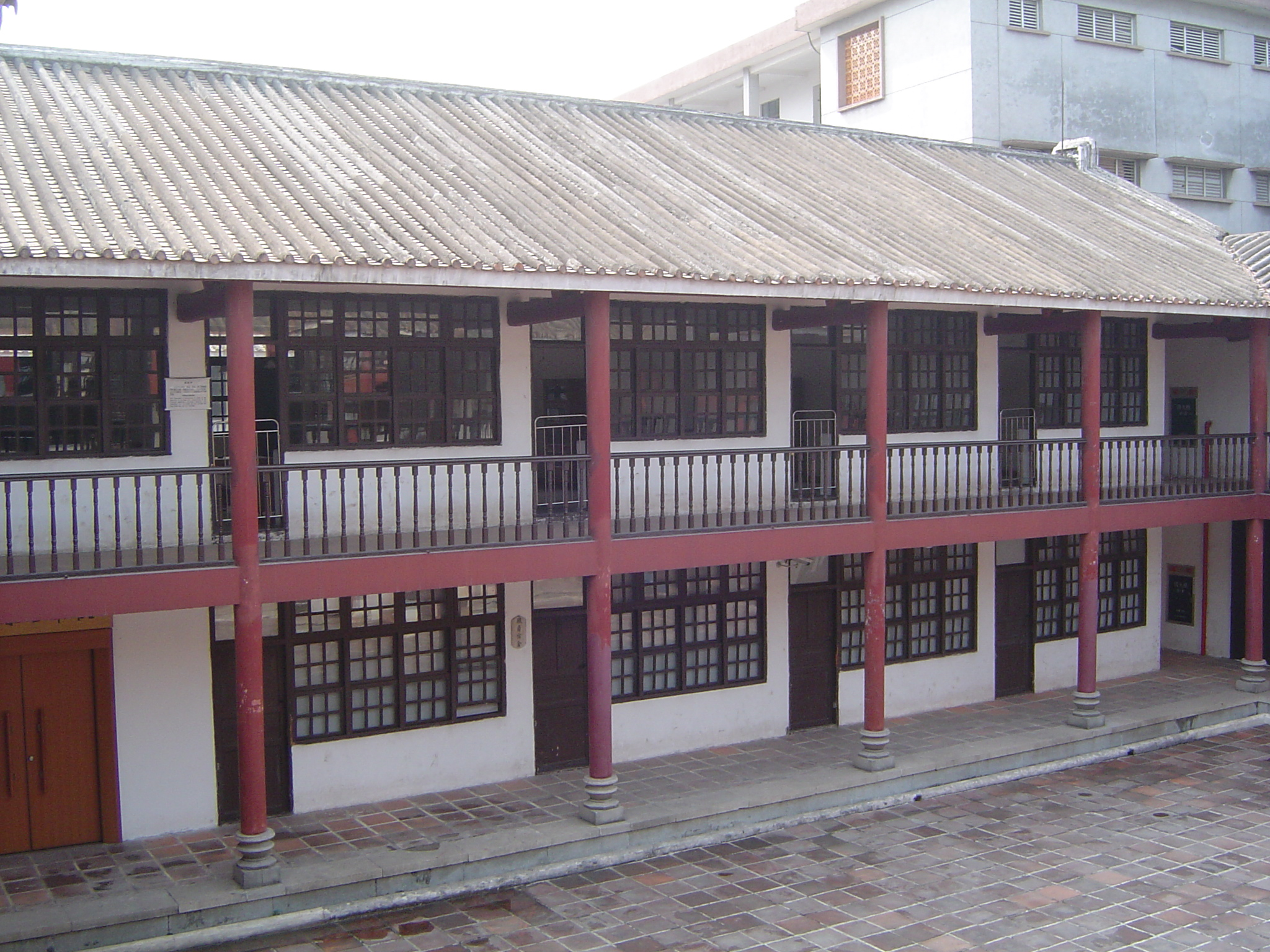
Akademiegebäude

Anfänglich hatte die Akademie nur eine Abteilung, die den Kadetten eine Grundausbildung angedeihen ließ. Das Hauptziel der Akademie war die Vorbereitung von Infanterieeinheiten, aber auch spezielle Klassen für Artillerie, Ingenieurswesen (Pionier), Kommunikation, Logistik und Maschinengewehreinheiten wurden angeboten. Später kam auch eine Abteilung für Politkommissare hinzu.
Die Akademie versammelte die revolutionären Militärtalente der damaligen Zeit. Sun übernahm ehrenhalber den Posten des Vorsitzenden der Akademie.
Suns erfolgversprechender Protegé Chiang Kai-shek wurde zum ersten Leiter der Akademie ernannt. Liao Zhongkai, ein berühmtes linkes KMT-Mitglied und Suns Finanzminister, wurde als Vertreter seiner Partei an die Akademie entsandt.
Zhou Enlai, Hu Hanmin und Wang Jingwei waren unter den Instruktoren der politischen Abteilung. He Yingqin und Ye Jianying hatten sich schon als Militärinstruktoren betätigt.
Der Betrieb einer modernen Militärakademie war der chinesischen Seite nur durch ausländische Hilfe möglich. Die chinesische Regierung schloss hierzu einen Vertrag mit der Sowjetunion. Im Jahr 1925 waren rund 1.000 sowjetische Staatsbürger als Instruktoren an der Akademie tätig und bestimmten den Lehrplan der Akademie. Unter ihnen befand sich der spätere Marschall der Sowjetunion Wassili Blücher, der 1929 im Sowjetisch-chinesischen Grenzkrieg gegen die von ihm ausgebildete Nationalrevolutionäre Armee kämpfte.
Bis 1927 schlossen rund 10.000 Kadetten die Ausbildung an der Akademie ab. Auch ehemalige Offiziere der Weißen Armee, die nach 1917 auf die Seite der Roten Armee gewechselt hatten, vermittelten in verschiedenen Fächern die Erfahrungen, die sie während der Russischen Revolution gesammelt hatten. Unter ihnen z. B. I. Vasilevich (Janovsky), N. Korneev, M. Nefedov, F. Kotov (Katyushin), P. Lunev, V. Akimov.
Die ersten beiden von der Akademie unterwiesenen Studentengruppen formten den Kern der beiden ersten Regimenter der Nationalen Revolutionsarmee. Sie erfuhren darin Unterstützung vom sowjetischen Militärberater V. A. Stepanov. Diese beiden Gruppen umfassten 500 Offiziere, die dritte Gruppe 800, und die vierte Gruppe schon 2000 Offiziere. Zu den Absolventen gehörten bekannte Kommandeure wie Lin Biao, Xu Xiangqian, Zuo Quan und Chen Geng auf Seiten der Kommunisten, sowie Chen Cheng, Du Yuming, Hu Zongnan und Xue Yue auf Seiten der Kuomintang. Für sie wurde der Krieg gegen den von Sun abtrünnigen lokalen Kriegsherren Chen Jiongming zur ersten Feuertaufe. Später konnten sie ihren Mut und ihr Können bei der Vereinigung der Provinz Guangdong unter Beweis stellen. Auch bei der Nordexpedition leisteten sie einen signifikanten Beitrag.
Im 1928 wurde die Militärakademie in die neue Hauptstadt Nanjing verlegt und in Zentrale Militärakademie Chinas umbenannt 1936 waren rund 32 % der aktiven Offiziere der KMT-Armee Absolventen der nun in Nanjing ansässigen Akademie. Vor dem Ausbruch des Zweiten Japanisch-Chinesischen Krieges gab es einen deutlichen Bewerberüberhang. So wurden 1935 nur 7 % der Bewerber in die Akademie aufgenommen. Formales Aufnahmekriterium war der Abschluss einer Sekundarschule. Mit Beginn des Krieges und den schweren Niederlagen sank die Bereitschaft die Offizierslaufbahn aufzunehmen. Infolgedessen wurden 1937 auch Bewerber mit inkompletter weiterführender Schulbildung aufgenommen. Im Jahr 1940 wurden 87 % aller Bewerber in die Akademie aufgenommen.

## Einfluss
Die Whampoa-Militärakademie spielte eine herausragende Rolle in der chinesischen Geschichte. Mehr noch als andere internationale Militärakademien war sie prägend für die Geschichte ihres Landes. Zum einen bildete sie als militärische Hochschule die Kommandeure für die kommenden kriegerischen Konflikte aus, in denen sich die junge Republik China behaupten musste, zum anderen nahmen später viele ihrer Absolventen und Lehrer Schlüsselpositionen in den sich neu bildenden Regierungsstrukturen ein. Whampoa war der Ort, an dem sich viele zukünftige chinesische Führungspersönlichkeiten kennenlernten, politisch orientierten und in den anschließenden Feldzügen ihre ersten Lorbeeren verdienen konnten.
Die Whampoa-Gruppe war Basis von Chiang Kai-sheks Machtausübung in Regierung und Partei.
Auch als die KPCh nach dem Nanchang-Aufstand 1927 ihre erste Volksbefreiungsarmee gründete, kamen die meisten ihrer Kommandeure aus Whampoa. In den folgenden zwei Jahrzehnten trainierte die KPCh ihre Armee nach Art der Whampoa-Ausbildung. Das Motto der Akademie 'Kameradschaft’ (wörtlich: 'Brüderlichkeit, Gewandtheit, Aufrichtigkeit') wurde von Sun Yat-sen während der Eröffnungsfeier verkündet.
Ironischerweise fanden sich während des Chinesischen Bürgerkriegs viele der Absolventen als Kommandeure in den verfeindeten Lagern der KMT und KPCh wieder. Sie kämpften für unterschiedliche Überzeugungen und Ideale, obwohl sie an der Akademie wie Waffenbrüder zusammen studiert und gelebt hatten.
Die Akademie hatte auch einen bedeutenden Einfluss auf die Geschichte anderer asiatischer Länder. Der vierten Studentengruppe gehörten nicht nur Chinesen, sondern auch Studenten anderer asiatischer Länder an. Darunter u. a. 30 Koreaner, die teilweise in China aufgewachsen waren, teilweise aber auch in Korea aktiv an der Nationalen Befreiungsbewegung von 1917 bis 1926 teilgenommen hatten und nach der Ausbildung den bewaffneten Kampf fortführen wollten. Eine weitere große Gruppe kam aus Vietnam. Sie wurde von dem im Exil lebenden Ho Chi Minh angeführt, der später die Kommunistische Partei Vietnams und den Befreiungskampf in seinem Land anführen sollte.

## Standort

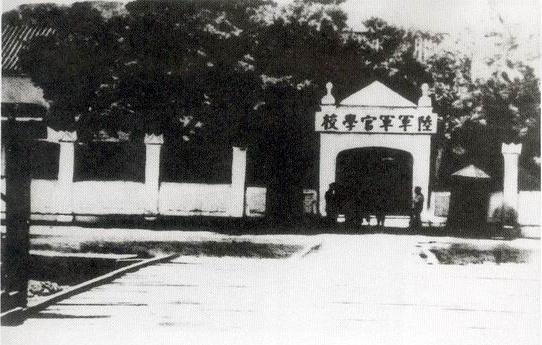
Das Eingangstor zur Whampoa-Militärakademie

Die ursprüngliche Whampoa-Militärakademie bestand von 1924 bis 1926; über 7000 Studenten schrieben sich während dieser sechs Semester ein. Die Gebäude der Akademie gehörten davor zur Guangdonger Marine- und Armeeakademie. Nach Chiang Kai-sheks Bruch mit der KPCh während der Nordexpedition wurde die Akademie 1928, nach dem Sieg über die lokalen Kriegsherren, in die neu bestimmte Hauptstadt Nanjing übersiedelt. Während der japanischen Invasion wurde die Akademie wiederum verlegt, dieses Mal nach Chengdu.
Die Gebäude am ersten Standort Huangpu wurden 1938 bei einem japanischen Luftangriff zerstört bzw. schwer beschädigt. Nach Gründung der VR China wurden sie wiederaufgebaut und stehen seit 1988 unter Denkmalschutz.
Hier gibt es auch ein militärisches Trainingslager für Jugendliche.
Nach dem Sieg der Kommunisten auf dem Festland und der Errichtung der Volksrepublik China zog sich die KMT nach Taiwan zurück, wo die Akademie 1950 in Fengshan (Stadt Kaohsiung), als Chinesische Militärakademie (jetzt R.O.C. Militärakademie) wiedereröffnet wurde.

## Verweise
- Geschichte Chinas
- Republik China (1912–1949)